# Terzan 8
Terzan 8 (Ter 8) – gromada kulista znajdująca się w odległości około 85 700 lat świetlnych od Ziemi w kierunku konstelacji Strzelca. Została odkryta w 1968 roku przez Agopa Terzana.
Terzan 8 może pochodzić z galaktyki SagDEG odkrytej w 1994 roku, lecz została wychwycona przez Drogę Mleczną. Gromada ta znajduje się 63 200 lat świetlnych od jądra Drogi Mlecznej.